# Distretto di Nawa-i-Barak Zayi
Il distretto di Nawa-I-Barakzayi District è un distretto dell'Afghanistan situato nella provincia dell'Helmand; si estende a sud della città di Lashkar Gah e sulle rive del fiume Helmand. Si trova in un'area nota come Pashtunistan (terra dei Pashtun), un territorio che comprende buona parte dell'Afghanistan meridionale e il Pakistan nordoccidentale.
La lingua più usata è il pashto e la maggior parte della popolazione, che conta circa 89.000 abitanti, pratica il tradizionale codice del Pashtunwali. Il nome del distretto è dovuto alla tribù Pashtun dominante nel distretto, la Barakzai. Fino agli anni '70 era conosciuto come Shamalan, dal nome di un villaggio all'estremità meridionale del distretto.
Il distretto è uno dei principali produttori di oppio (oltre il 6% dell'oppio afghano cresce in questi territori) ed è un importante centro del commercio di oppio ed eroina. Inoltre qui hanno avuto luogo duri scontri nel corso della campagna in Helmand (cominciata nel 2006). Il distretto era infatti una roccaforte talebana fino all'estate 2009, quando venne schierata la United States Marine Corps. In seguito il Presidente afghano Hamid Karzai e il comandante dell'ISAF, generale Stanley Mc Chrystal, visitarono il distretto nel gennaio 2010 a sottolineare i successi ottenuti.